# منھاج العابدین
کتاب منھاج العابدین الی جنة رب العالمین ، یکی از آخرین تألیفات شیخ الاسلام امام ابو حامد غزالی  است۔

## تاریخ

### نام کتاب
مترجم کتاب عمر بن عبدالجبار السعدی الزھری الساوی نیز در مقدمهٔ خود گوید: ’’ من کتاب منھاج العابدین را که آخرین مصنفات امام حجة الاسلام  امام ابو حامد غزالی است قدس اللہ  روحه العزیز در سلوک راہ آکرت و ترتیبی عجب دارد بسیار مطالعت کردمی‘‘۔

## موضوع کتاب
موضوع کتاب چنانکه از عنوان آن دانسته می شود بررسی عقباتی است که انسان در راہ آخرت دارد در ھر کدام با مشکلات و گرفتاریھائی رو به رو است که برای پیروزی بر آنھا باید بکوشد۔ این کتاب مسانند ھمه کتابھای غزالی جنبهٔ تحلیلی دارد و در آن کوشیدہ است که حالات نفس آدمی و دشواریھای راہ آن را در مسیر زندگی مورد بررسی قرار دھد و این عقبات به ترتیب عبارتند از:
- عقبهٔ علم
- عقبهٔ توبه
- عقبهٔ عوائق
- عقبهٔ عوارض
- عقبهٔ بواعث
- عقبهٔ قوادح
- عقبهٔ حمد و شکر۔[۲]

## ارزش کتاب
بی گمان نشر انتقادی آثار غزالی از نخستین  وظایف جامعهٔ فرھنگی ما است حتی می توان گفت که در این باب تأخیر و کوتاھی ھم داشته ایم خوشبختانه در سال های اخیر ترجمهٔ کھن سال کتاب احیاء علوم‌الدین  چاپ و نشر شدہ و بر ھمین قیاس ترجمه های دیگر آثار غزالی نیز ضرورت دارد تا سر انجام تحلیل از جوانب مختلف کارھای او انجام می گیرد گذشته از اعتبار ذاتی این کتاب که یکی از آخرین تألیفات امامغزالی است، خود ترجمه نیز کہ اثری کھن سال می باشد دارای فواید و ارزشھای زبانی و دستوری است و چاپ آن خدمتی به زبان فارسی محسوب می گردد۔ 

## مشخصات نسخه  های کتاب منھاج العابدین

#### نسخه کتابخانه مجلس شورای ملی
- این نسخه که کامل ترین نسخهٔ موجود و در دسترس بود و به ھمین جھت آنرا نسخهٔ اساس قرار دادہ ام و در ھمه جا نسخهٔ الف نامیدہ ام مشخصاتش به شرح زیر است۔ این نسخه در سال ۷۸۰ ھجری قمری به خط نسخ تعلیق (نستعلیق) مانند نوشته شدہ و کاتب آن محمد بن حسین بن علی است۔
- شمه ای بر پشت صفحه اول دارد که عبارت ’’ ترجمهٔ منھاج العابدین، لحجة  الاسلام برسم حضرت صاحب قرآن الاعظم مالک رقاب ارباب السیف و القلم جلال الحق والدنیا والدین شمس الدین خلد الله ظلال عاطفته علی العالمین‘‘۔ با آب طلا نوشته شدہ و صفحه اول دارای یک سرلوح به شیوۂ ترکی است ضمناً صفحات اول و دوم ھم مجدول با چند قلم آب طلا و لاجورد می باشد۔ عناوین آن ھم شنگرف است۔
- در آخر نسخهٔ رسالهٔ العقاید قاضی عضد الدین ابو الفضل عبدالرحمن بن عبدالغفار بن احمد فارسی ایجی مطرزی به قلم کاتب فوق الذکر (محمد بن حسین بن علی) وجود دارد که ھم او در آخر رساله می نویسد پس از ۱۲ روز از تألیف کتاب درگذشته است۔
- در کنار نیمهٔ اول این نسخه قسمت ھائی از متن منھاج العابدین با قلم دیگر نوشته شدہ است۔
- از اواخر این نسخه بین صفحات ۲۱۷ـ ۲۱۸ یک برگ افتادہ که نسخهٔ دانشگاہ  ھم با اینکه مقداری از آن رادارد مع الوصف چند سطر از متن عربی منھاج العابدین ترجمه نشدہ (که عین متن در جای خود آوردہ شدہ است)۔
- در اول و آخر این نسخه یادداشت ھائی از قائم مقامی است که دارای اغلاط فاحش تاریخی می باشد۔
- روش مترجم غالباً رعایت اختصار است و علاوہ بر تلخیص مطالب دو نکتهٔ چشمگیر در آن نمایان است: اشعار متن منھاج العابدین را گاہ نقل و ترجمه نمودہ و گاہ تمام و یا برخی از آنھا را بدون ترجمه نقل کردہ و حتی پارہ ای از اشعار را حذف کردہ است۔ این نسخه پارہ ای توضیحات اضافی دارد که این اضافات گاہ به دو یا سه سطر ھم می رسد۔[۴]